# Strathmore (Califòrnia)
Strathmore és una concentració de població designada pel cens dels Estats Units a l'estat de Califòrnia. Segons el cens del 2000 tenia 2.584 habitants.

## Demografia
Segons el cens del 2000, Strathmore tenia 2.584 habitants, 678 habitatges, i 551 famílies. La densitat de població era de 707,6 habitants/km².
Dels 678 habitatges en un 51,2% hi vivien nens de menys de 18 anys, en un 60,2% hi vivien parelles casades, en un 15,9% dones solteres, i en un 18,7% no eren unitats familiars. En el 15,9% dels habitatges hi vivien persones soles el 8,7% de les quals corresponia a persones de 65 anys o més que vivien soles. El nombre mitjà de persones vivint en cada habitatge era de 3,81 i el nombre mitjà de persones que vivien en cada família era de 4,25.
Per edats la població es repartia de la següent manera: un 38,5% tenia menys de 18 anys, un 12,6% entre 18 i 24, un 26% entre 25 i 44, un 15,9% de 45 a 60 i un 6,9% 65 anys o més.
L'edat mediana era de 24 anys. Per cada 100 dones de 18 o més anys hi havia 98,3 homes.
La renda mediana per habitatge era de 25.156 $ i la renda mediana per família de 27.917 $. Els homes tenien una renda mediana de 22.188 $ mentre que les dones 19.542 $. La renda per capita de la població era de 8.128 $. Entorn del 24,2% de les famílies i el 30,4% de la població estaven per davall del llindar de pobresa.

## Poblacions més properes
El següent diagrama mostra les poblacions més properes.